# Kevin Roche

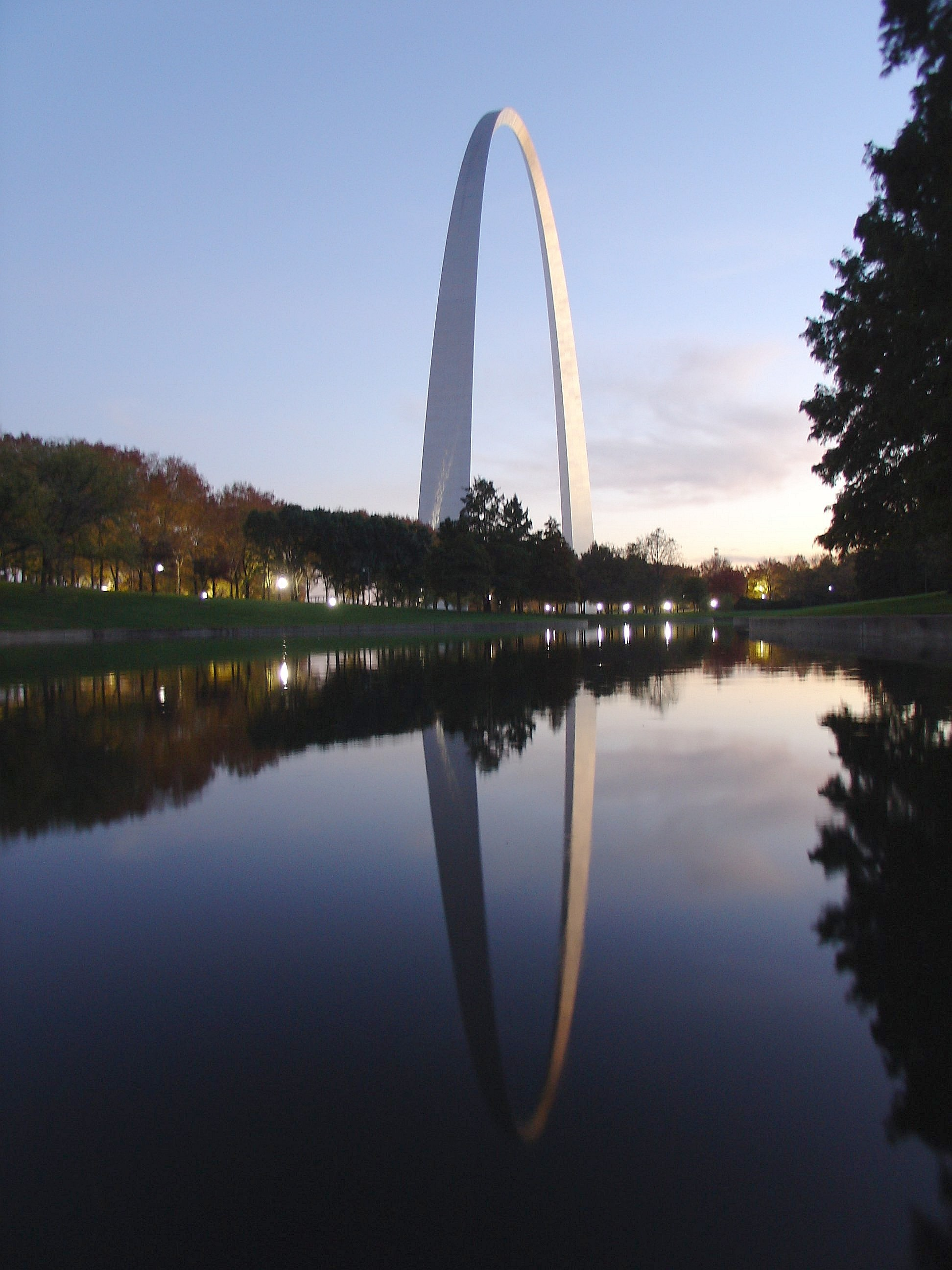
Gateway Arch in St. Louis (Missouri): Saarinen, fertiggestellt von Roche und Dinkeloo (1961–1966)

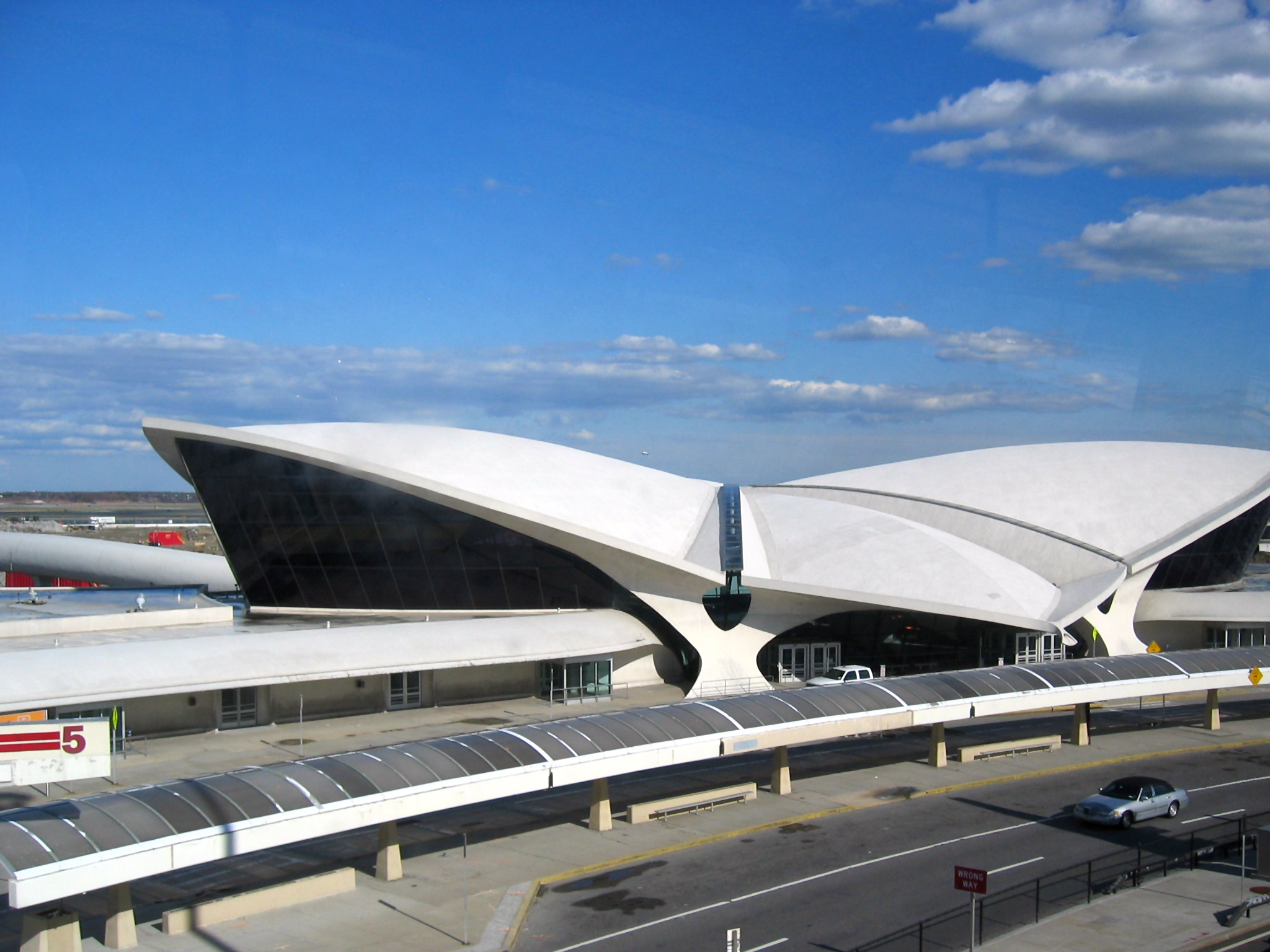
TWA-Terminal des JFK International Airport: Saarinen, fertiggestellt von Roche und Dinkeloo (1956–1962)

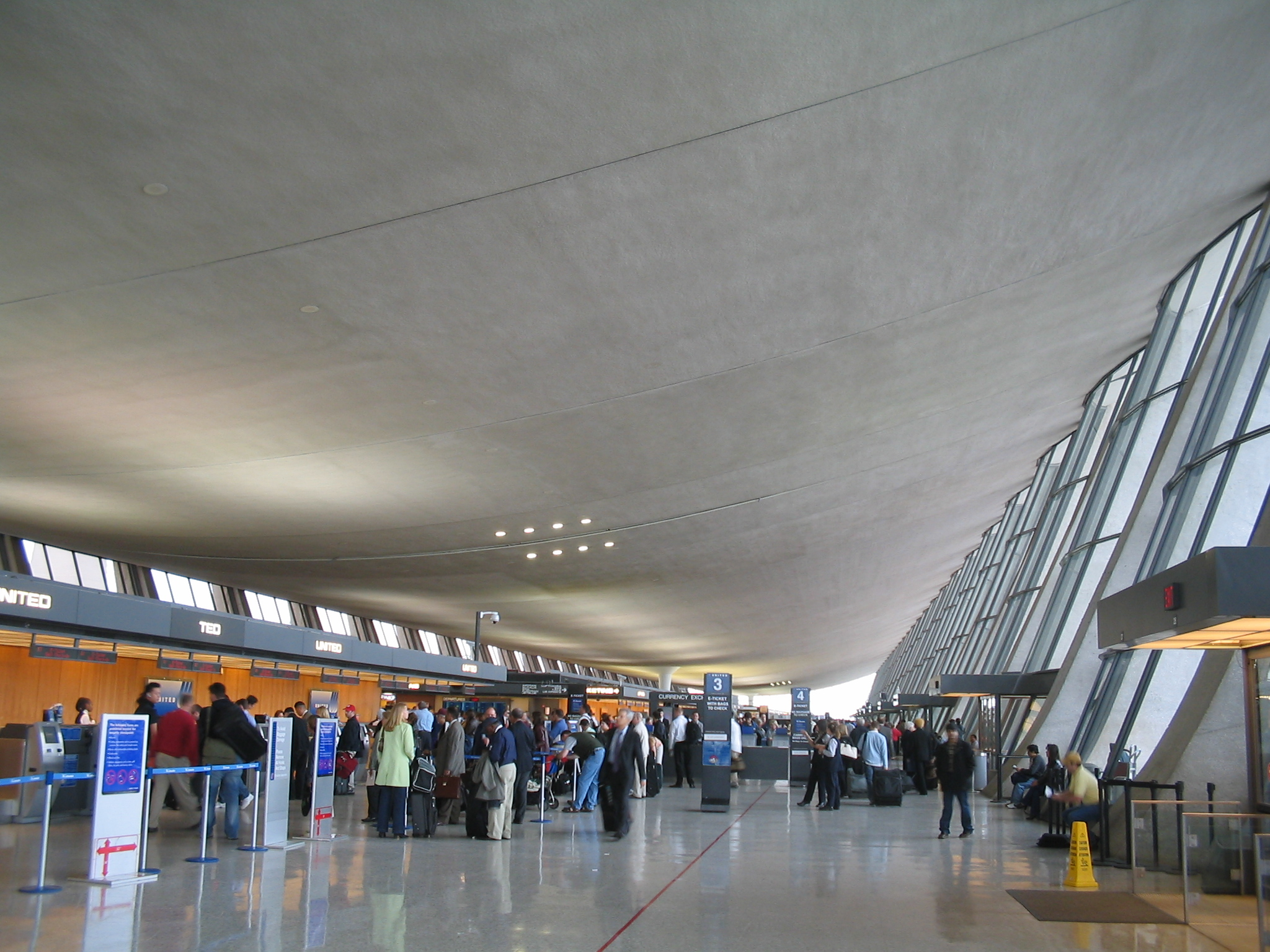
Dulles Airport: Saarinen, fertiggestellt von Roche und Dinkeloo (1958–1962)

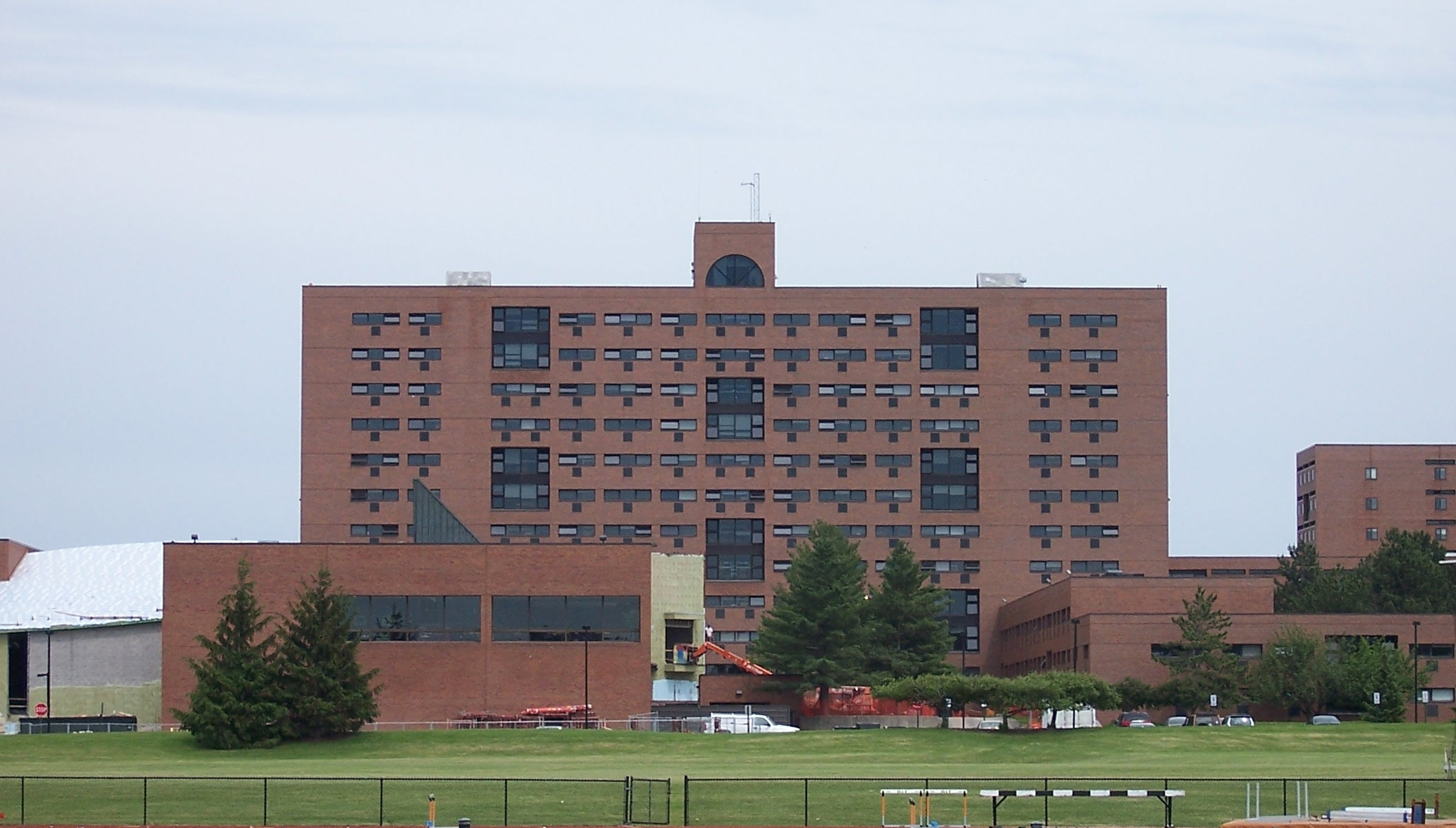
Beteiligung von Roche: Mark Ellingson Hall am Rochester Institute of Technology (1968)

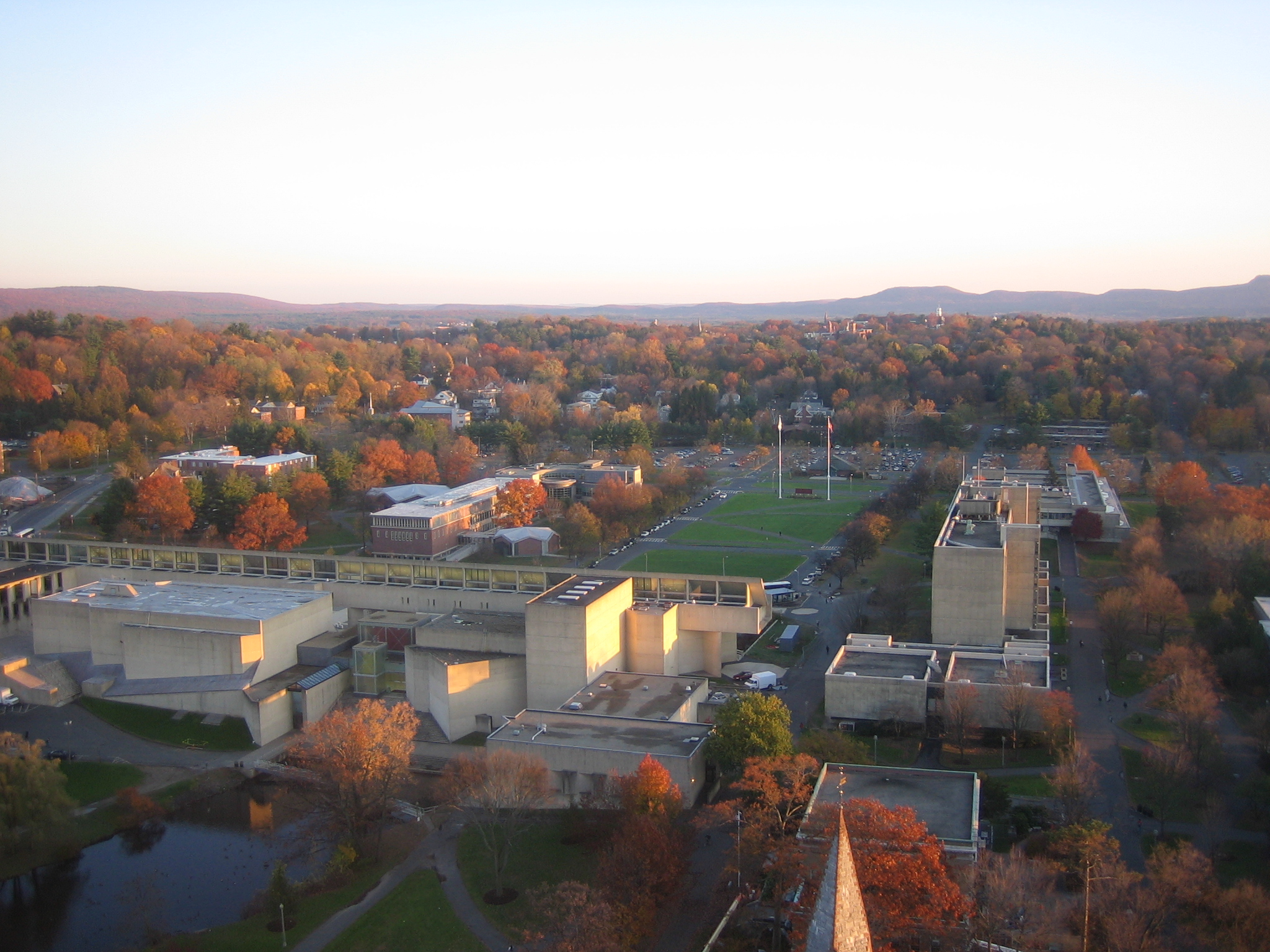
Fine Arts Center (links, Rückansicht) an der University of Massachusetts Amherst (1968–1974)

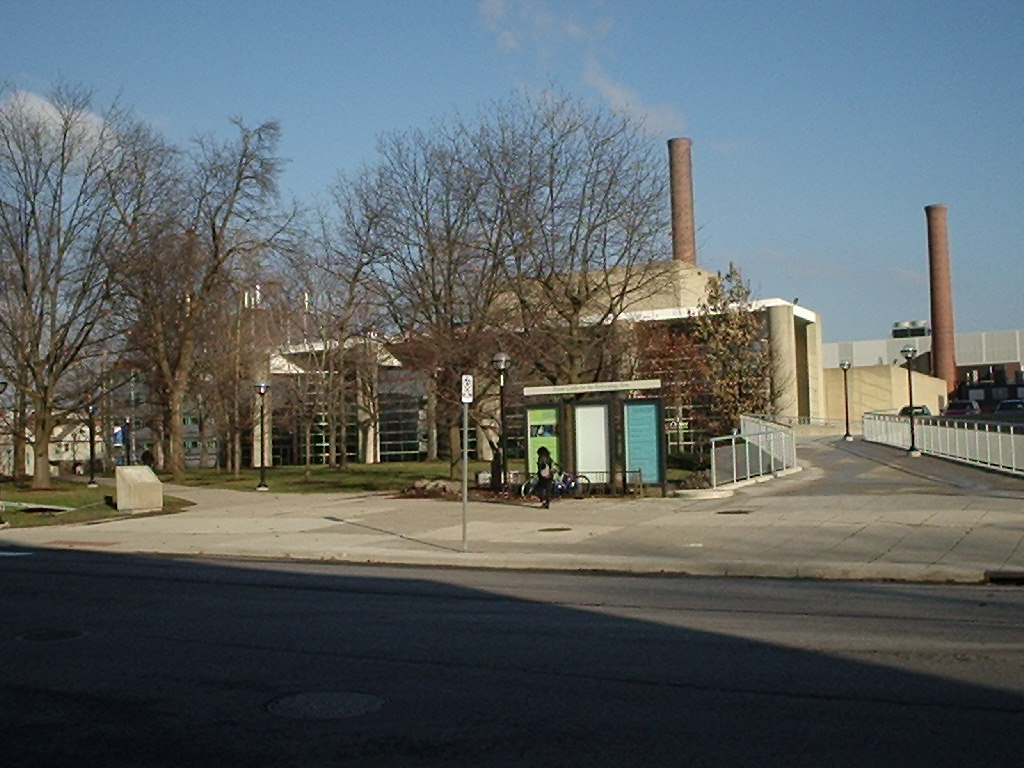
Power Center for the Performing Arts, University of Michigan (1969–1981)

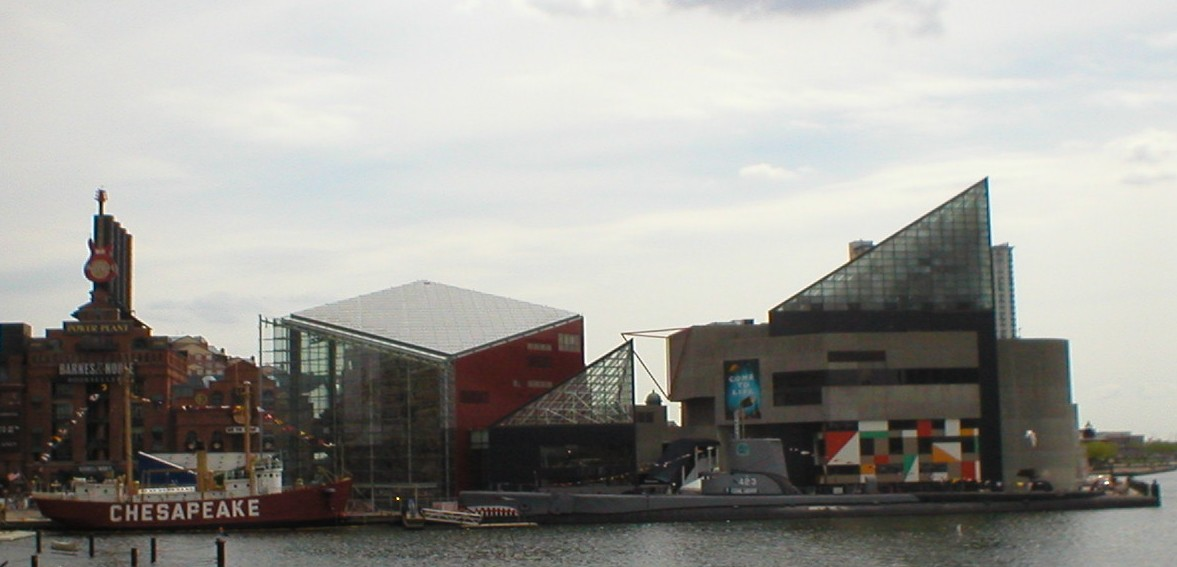
National Aquarium in Baltimore (1981)

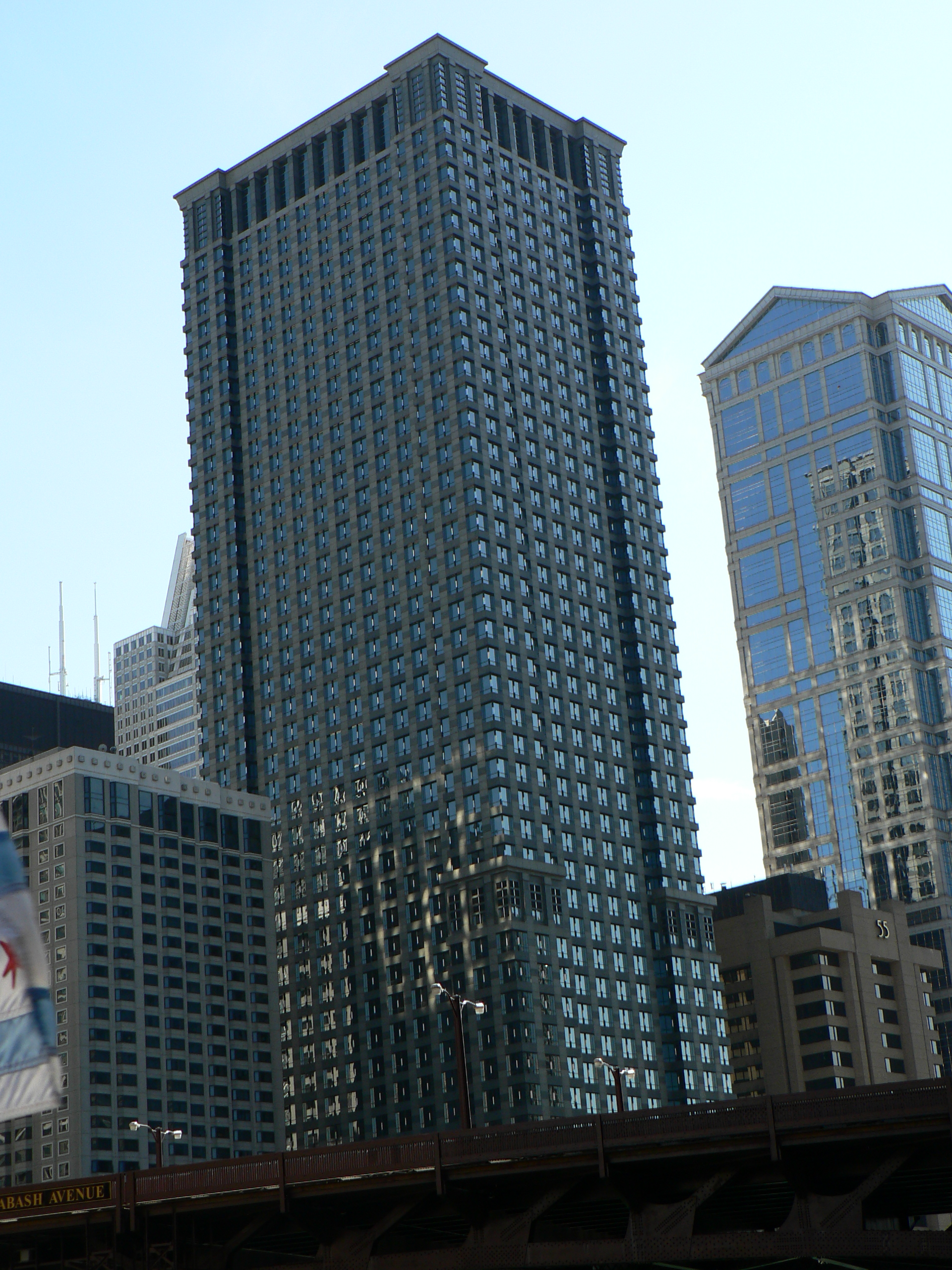
Leo Burnett Building, Chicago (1989)

Kevin Roche [ɹəʊtʃ] (* 14. Juni 1922 in Dublin; † 1. März 2019) war ein in Irland geborener US-amerikanischer Architekt, dessen Lebensleistung 1982 mit dem Pritzker-Preis für Baukunst, einem der weltweit renommiertesten Architekturpreise, gewürdigt wurde.

## Leben
Kevin Roche wurde 1922 in Dublin geboren und wuchs in Mitchelstown (ca. 40 km nordöstlich von Cork) auf. Nach Besuch des Rockwell College begann er ein Architektur-Studium am University College Dublin, das er 1945 mit dem Bachelor of Architecture abschloss. Er arbeitete mit dem Architekten Michael Scott (1905–1989) zusammen, der zu dieser Zeit eine ganze Reihe von jungen, talentierten Architekten, von denen die meisten gerade die Universität verlassen hatten, um sich versammelte, unter anderem auch Wilfried Cantwell (* 1920), Kevin Fox (* 1922), Patrick Hamilton (* 1921), Patrick Scott (1921–2014) und Robin Walker (1924–1991).
Während seiner Zeit bei Michael Scott arbeitete Roche am Busáras-(Áras-Mhic-Dhiarmada)-Projekt mit. Der 1953 fertiggestellte Busbahnhof war eines der ersten modernen Bauwerke, die nach dem Zweiten Weltkrieg im Zentrum Dublins errichtet wurden. Zugleich war Busáras der Prototyp für eine Anzahl weiterer Busbahnhöfe sein, die in ganz Irland zukünftig noch erbaut werden sollten. Roche verließ Irland noch vor der Fertigstellung dieses Projekts.
Roche arbeitete danach mit den britischen Architekten Maxwell Fry (1899–1987) und dessen Ehefrau Jane Drew (1911–1996) zusammen. Fry hatte 1933 zusammen mit Wells Coates (1895–1958) und Morton Shand (1888–1960) die so genannte MARS-Gruppe (Modern Architectural Research Group) gegründet – ein „think-tank“ für moderne, auch visionäre Architektur. Doch auch hier hielt es Roche nicht lange.
1948 wanderte er in die Vereinigten Staaten aus und studierte ein Semester in einem Master-Studiengang am Illinois Institute of Technology bei Ludwig Mies van der Rohe. Nach einer nur kurzfristigen Beschäftigung beim United Nations Planning Office arbeitete er dann von 1951 bis 1961 für Eero Saarinen (Eero Saarinen & Associates) in Bloomfield Hills im US-Bundesstaat Michigan. Roche stieg bei Eero Saarinen & Associates schon bald zum wichtigsten Designer auf.
Als Saarinen im Jahre 1961 überraschend verstarb, vollendete Kevin Roche zusammen mit dem Bauingenieur John Dinkeloo (1918–1981) zwölf bis dahin noch unvollendete Projekte von Saarinen, unter anderem den Gateway Arch (1961–1966) in St. Louis (Missouri), das TWA-Terminal (1956–1962) auf dem JFK International Airport in New York, den Dulles International Airport (1958–1962) in Washington, D.C. und das Hochhaus der CBS-Zentrale (1960–1964) in New York.
Im Jahre 1966 änderten Kevin Roche und John Dinkeloo den Namen des Architekturbüros von Eero Saarinen & Associates in Kevin Roche John Dinkeloo & Associates. Die Firma hatte ihren Sitz inzwischen von Michigan nach Hamden (Connecticut) verlegt. Eines ihrer allerersten Projekte war das Oakland Museum of California (1961–1968) in Oakland (Kalifornien). Es folgten  zahlreiche weitere Projekte, unter anderem in New York der Hauptsitz der Ford Foundation (1963–1968) und das Metropolitan Museum of Art (1967–1985) sowie in New Haven (Connecticut) das Knights of Columbus Building.

## Ehrungen und Auszeichnungen
- 1970 Wahl zum Mitglied der American Academy of Arts and Letters[2]
- 1973 Wahl zum Mitglied (NA) der National Academy of Design[3]
- 1974 Architectural Firm Award vom American Institute of Architects
- 1976 Total Design Award von der American Society of Designers
- 1977 Grand Gold Medal der Académie royale d’architecture, Frankreich
- 1982 Pritzker-Preis, gilt als die höchste Auszeichnung, die im Bereich verliehen wird
- 1993 Gold Medal vom American Institute of Architects
- 1994 Wahl zum Mitglied der American Academy of Arts and Sciences
- 1995 Twenty-five Year Award vom American Institute of Architects für den Entwurf der Zentrale der Ford Foundation in New York
- Ehrendoktorwürden der National University of Ireland und Wesleyan University

## Bedeutende Werke
Neben den oben genannten Werken entstanden (teilweise in Zusammenarbeit mit Dinkeloo):
- John-Deere-Zentrale (1961–1964), Moline (Illinois)
- Oakland Museum of California (1961–1968) in Oakland (Kalifornien)
- Richard C. Lee High School (1962–1967), New Haven (Connecticut); beherbergt seit 1995 die Yale School of Nursing und Büroräume des  Yale-New Haven Hospital
- Hauptsitz der Ford Foundation (1963–1968), New York (New York)
- New Haven Veterans Memorial Coliseum (1965–1972; abgerissen am 20. Januar 2007), New Haven (Connecticut)
- Metropolitan Museum of Art (1967–1985), New York (New York)
- Mehrere Gebäude auf dem Gelände des Rochester Institute of Technology (1968), Rochester (New York): Mark Ellingson Hall, Nathaniel Rochester Hall, Sol Heumann Hall, George Eastman Building and Kate Gleason-Hall
- Knights of Columbus Building (1969), New Haven (Connecticut)
- Post Office (1969), Columbus (Indiana)
- Power Center for the Performing Arts (1969–1981) University of Michigan, Ann Arbor (Michigan)
- United Nations Plaza (1969–1976), New York (New York)
- Fine Arts Center (1968–1974), University of Massachusetts Amherst, Amherst (Massachusetts)
- Union Carbide Corporate Center (Hauptsitz der Union Carbide Corporation) (1976–1982), Danbury (Connecticut)
- Central Park Zoo (1980–1988), New York (New York)
- National Aquarium (1981), Baltimore (Maryland)
- Hauptsitz von Bouygues (1983), Paris
- 750 Seventh Avenue (1989), New York (New York)
- Leo Burnett Building (1989), Chicago
- Bank of America Plaza (1991/1992) Atlanta (Georgia)
- Museum of Jewish Heritage (1997–2003), New York (New York)
- Quincy Market, Boston (Massachusetts)